# 失活歯髄切断法
失活歯歯髄切断法（しっかつしずいせつだんほう）とは、歯髄炎などの歯髄疾患のために歯髄を除去しなければならない患者のうち、血圧がきわめて高いなどの問題があるために、局所麻酔の適用ができない患者に対して行う歯髄の一部除去療法。
歯髄失活剤として亜砒酸パスタを用いて歯髄を失活させ、無痛状態でその失活した患部歯髄を切断する。残った歯髄をミイラ化して根管内に防腐的に保存する。